# Chromaspirina pontica
Chromaspirina pontica är en rundmaskart som beskrevs av Nikolai Nikolaievich Filipjev 1918. Chromaspirina pontica ingår i släktet Chromaspirina och familjen Desmodoridae. Inga underarter finns listade i Catalogue of Life.